# Sumurjalak
Sumurjalak is een bestuurslaag in het regentschap Tuban van de provincie Oost-Java, Indonesië. Sumurjalak telt 4732 inwoners (volkstelling 2010).